# Großes Waisenhaus BMV

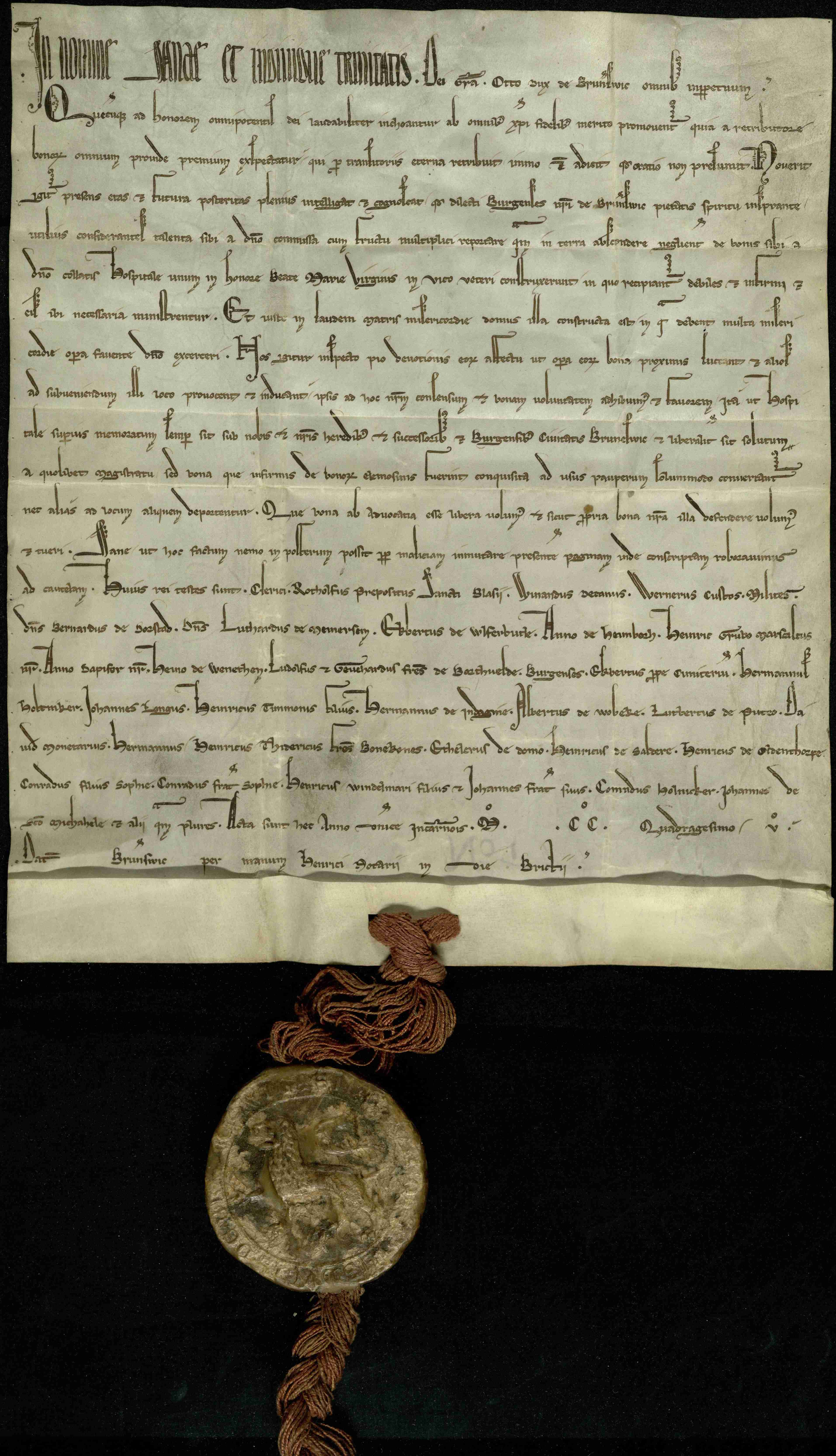
Fundationsurkunde des Großen Waisenhauses vom 13. November 1245

Die Stiftung Großes Waisenhaus BMV (ausgeschrieben Großes Waisenhaus Beatae Mariae Virginis) ist eine Stiftung des bürgerlichen Rechts mit Sitz in Braunschweig. Sie wurde im 13. Jahrhundert von Bürgern der Stadt Braunschweig gegründet.

## Geschichte

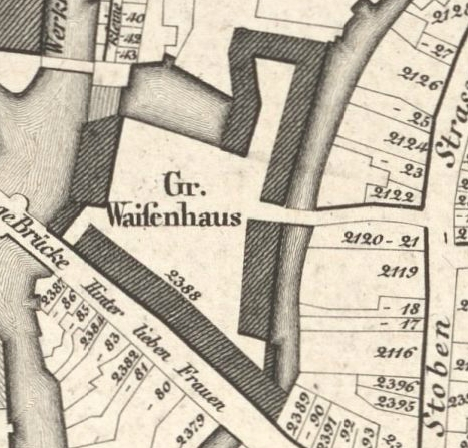
Das Große Waisenhaus Beatae Marie Virginis auf einer Karte der Stadt Braunschweig aus dem Jahre 1829

Im Jahr 1245 stifteten wohlhabende Braunschweiger Bürger das Hospital Beatae Mariae Virginis („der seligen Jungfrau Maria“) oder kurz Marienhospital. Das Hospital sollte Kranke und Gebrechliche aufnehmen. Die Gründungsurkunde, bestätigt am 13. November 1245 durch Herzog Otto I. von Braunschweig und Lüneburg, befindet sich im Bestand des Stadtarchivs Braunschweig.
Das Hospital wurde an der Grenze der beiden Weichbilde Altstadt und Altewiek errichtet, neben der Kirche Beatae Mariae Virginis, von der die Stiftung auch ihr Patrozinium erhielt. Bereits im Jahr 1278 fiel das erste Hospitalgebäude einem Stadtbrand zum Opfer.
Zur Finanzierung der Einrichtung wurde das Hospital von seinen Stiftern mit weitläufigem Landbesitz ausgestattet. Die Einkünfte des Hospitals begründeten umfangreiche Finanzaktivitäten. So konnte das Hospital sich bereits im Jahr 1250 als Darlehensgeber gegenüber Herzog Otto betätigen. Noch heute besteht das Stiftungsvermögen im Wesentlichen aus Grundbesitz.

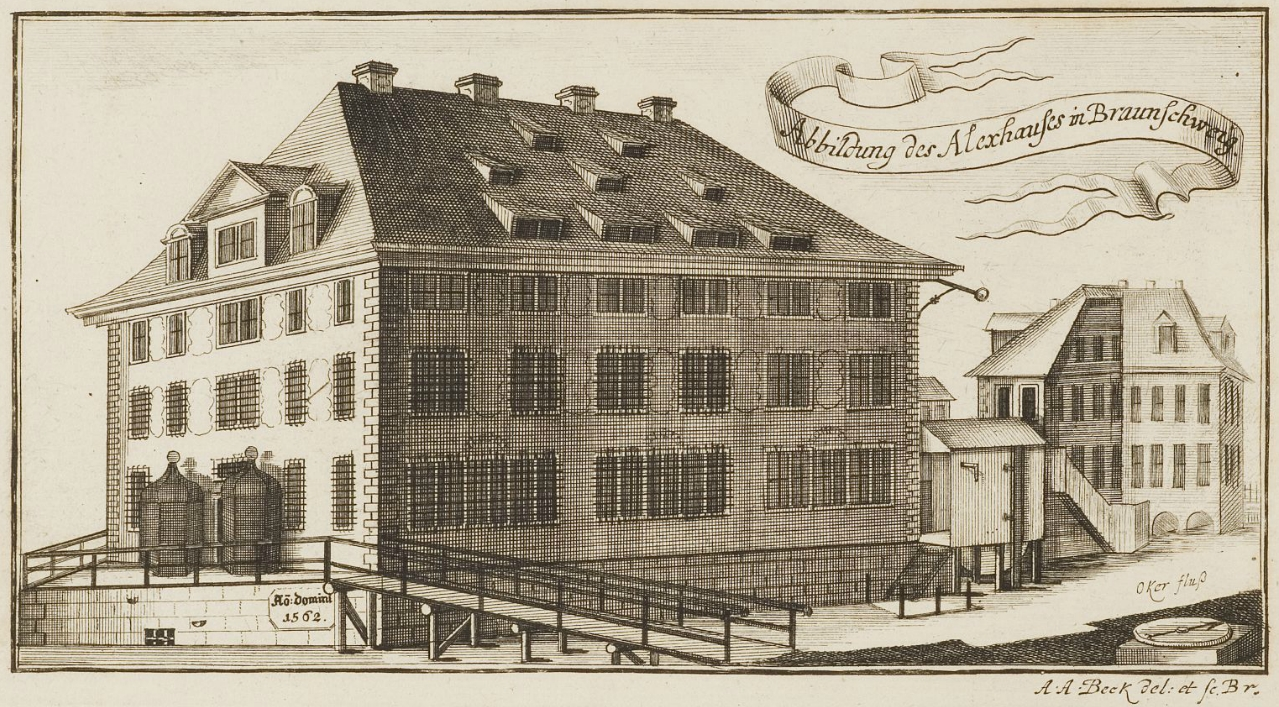
Das Alexiusspital an der heutigen Münzstraße

Nach dem Dreißigjährigen Krieg wurde dem Hospital das als „Arbeits- und Irrenhaus“ genutzte Alexiusspital (auch „Kornhaus“ genannt) angegliedert und das Hospital wurde 1677 zum „Armen-, Waysen-, Zucht- und Werkhaus“ umgestaltet. Erst ab Mitte des 18. Jahrhunderts wurden die Waisenkinder von den übrigen Heimbewohnern getrennt untergebracht.
Nach dem Abbruch der Marienkirche erbaute der herzogliche Hofbaumeister Carl Christoph Wilhelm Fleischer (1727–1787) in den Jahren 1784 bis 1787 in klassizistischem Stil einen neuen Gebäudekomplex, der als Massivbau einen zentralen Innenhof umschloss. Das Bauwerk bildete das größte geschlossene Gebäudeensemble der Braunschweiger Innenstadt. Es wurde 1944 während des Zweiten Weltkriegs zerstört. Der Westflügel wurde nach der Zerstörung als schlichter zweistöckiger Bau wiedererrichtet, jedoch nicht erneut als Waisenhaus genutzt.

### Die Waisenhausschule
Um 1750 wurde durch den neuen Direktor Johann Arnold Anton Zwicke eine Art Realschule nach dem Vorbild der „ökonomisch-mathematischen Realschule“ des Theologen Johann Julius Hecker (1707–1768) in Berlin gegründet. Der praxisorientierte Lehrplan aus dem Jahr 1754 enthielt Inhalte wie Mathematik, Geografie und Ökonomie. Die Schule des Waisenhauses bot diesen Unterricht mit beachtlichem Erfolg auch für Kinder bürgerlicher Eltern an. Die Schule wurde im Jahr 1917 geschlossen, als die Stiftung in eine finanzielle Krise geriet.

### Die Druckerei des Großen Waisenhauses
Im Jahr 1751 wurde dem Waisenhaus eine herzogliche Buchdruckerei angegliedert. Zu ihrem Direktor wurde der Hofmeister des Collegium Carolinum, Dichter und Komponist Justus Friedrich Wilhelm Zachariae (1726–1777) ernannt. Zur Arbeit wurden die Zöglinge des Waisenhauses herangezogen. Für den Betrieb der Druckerei waren diese Arbeitskräfte ein wichtiger Faktor der Kostenminimierung, da die Waisenkinder während der Lehrzeit vom Waisenhaus versorgt wurden. Nach Abschluss ihrer fünfjährigen Ausbildung blieben sie weiterhin von der Waisenhausdruckerei abhängig, weil sie in einem staatlichen Betrieb gelernt hatten, der nicht von einem „zünftigen“ Meister geleitet wurde. Sie konnten daher nicht Gesellen werden und in anderen privaten Druckereien Arbeit suchen. Die Waisenhausdruckerei entwickelte sich zu einem bedeutenden Verlagshaus, in dem auch die frühen Werke von Gotthold Ephraim Lessing und Johann Wolfgang von Goethe erschienen. Das Unternehmen Waisenhaus-Buchdruckerei und Verlag wurde 1986 eingestellt.

### Zerstörung und Wiederaufbau

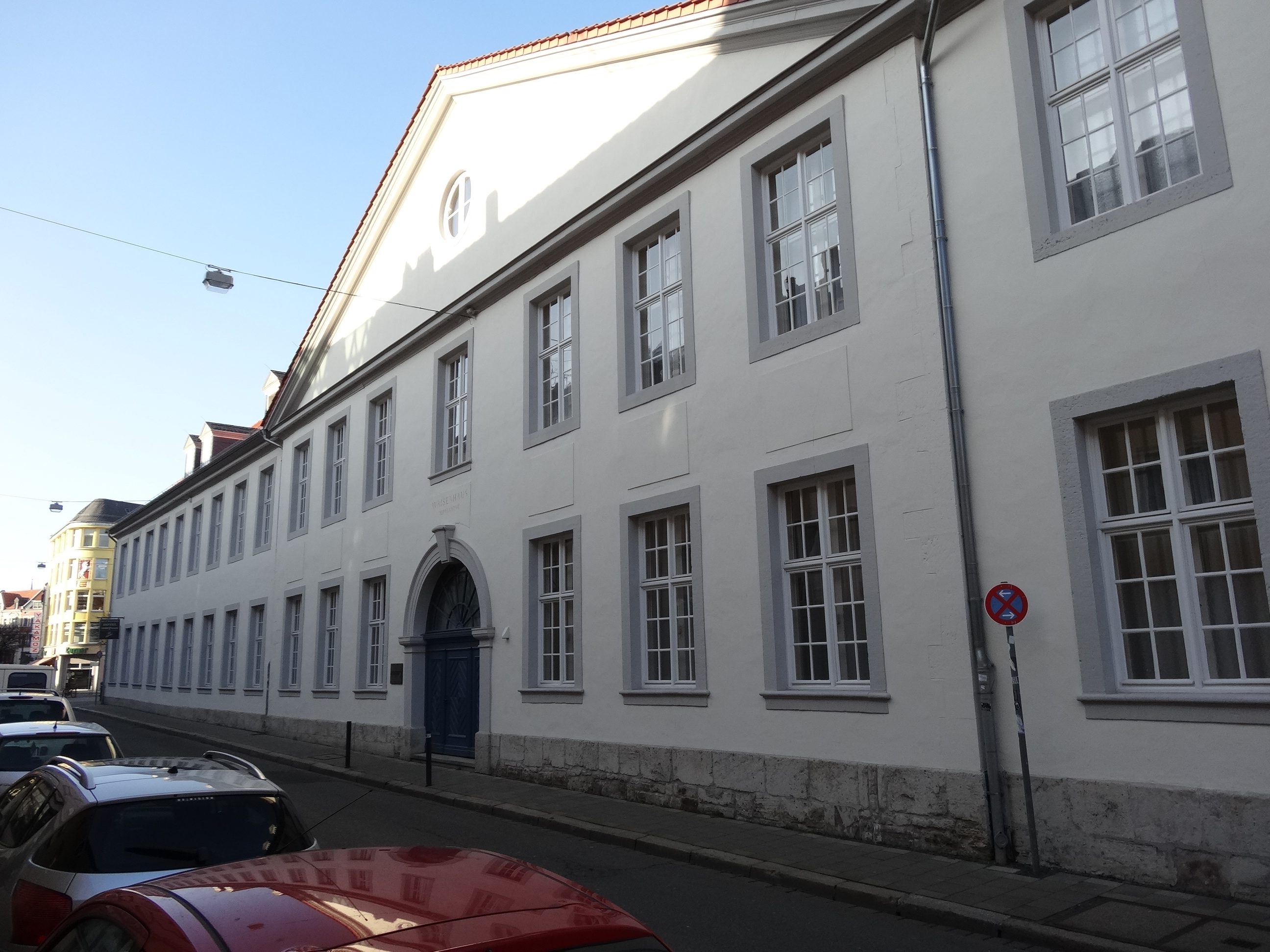
Gebäudefassade des Großen Waisenhauses BMV, Hinter Liebfrauen

Als die Braunschweiger Innenstadt im Zweiten Weltkrieg durch alliierte Bombenangriffe großflächig zerstört wurde, wurden auch die Gebäude des Waisenhauses schwer getroffen. Seine Bewohner konnten in Notunterkünfte evakuiert werden, der Gebäudekomplex wurde völlig zerstört.
Die Einrichtungen des Großen Waisenhauses wurden im ehemaligen Luftflottenkommando, der heutigen Gesamtschule Franzsches Feld, provisorisch weitergeführt. Im Jahr 1961 wurde südlich der Braunschweiger Innenstadt, an der Salzdahlumer Straße, ein Neubau bezogen. In den 1980er Jahren zog sich das Waisenhaus aus dem Aufgabenfeld der Heimerziehung zurück und richtete ambulante Betreuungsgruppen, sonderpädagogische Tagesgruppen und ein Jugendgästehaus ein.

### Finanzielle Krise
Mit Beginn des 21. Jahrhunderts geriet die Stiftung, nach mehr als 750 Jahren ihres Bestehens, in eine existenzbedrohende Finanzkrise. Projekte unter eigener Trägerschaft wurden eingestellt, das Jugendgästehaus im Jahr 2004 geschlossen, Kindergärten und -tagesstätten wurden 2006 in andere Trägerschaft übergeben. Seit 2009 unterstützt die Stiftung Großes Waisenhaus BMV wieder die Finanzierung verschiedener Projekte der sozialen Kinder- und Jugendarbeit.

## Bekannte Erzieher und Lehrer
- Heinrich Kielhorn (1847–1934), Pionier der Sonderschulpädagogik
- Johann Heinrich Reß (1732–1803), lutherischer Theologe, Lehrer und Schriftsteller
- Albert Trapp (1890–1966), Pädagoge, Hochschullehrer, Schriftsteller und Historiograf
- Richard Voigt (1895–1970), Erzieher und Politiker
- Franz August Westphal (1779–1847), lutherischer Theologe, Hof- und Domprediger

## Bekannte Schüler
- Ernst Bergfeld (1885–1969), Schriftsteller und Bibliothekar
- Ludwig Hänselmann (1834–1904), Historiker und Archivar der Stadt Braunschweig
- Georg Ferdinand Howaldt (1802–1883), Goldschmied, Bildhauer und Erzgießer
- Ludwig Sebbers (1804– nach 1837), Lithograf, Porträt- und Porzellanmaler
- Albert Trapp (1890–1966), Pädagoge, Hochschullehrer, Schriftsteller und Historiograf